# 헤드 마운티드 디스플레이

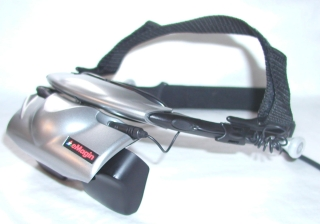
머리 탑재형 HMD

헤드 마운티드 디스플레이(Head Mounted Display; HMD, 머리 부분 탑재형 디스플레이)는 머리 부분에 장착해, 이용자의 눈 앞에 직접 영상을 제시할 수 있는 디스플레이 장치이다. 1968년, 유타 대학의 이반 서덜랜드가 만든 것이 최초의 HMD이다.
최초의 HMD의 경우 두 눈에 장착된 모니터에 3차원 그래픽스가 표시되었다. 또, 천장에 연결된 기구를 통해 장착자의 방향을 감지할 수 있어 이에 상응되는 영상을 보여주었다. 또, 손에 쥔 지팡이를 가지고, 표시되고 있는 물체를 움직일 수도 있었다. 서덜랜드는 이 공간을 버추월 월드(Virtual World)라고 이름 붙였다.

## HMD의 상용 기술
아이스크린의 경우 초기의 HMD는 착용이 불편하고 해상도나 광학계 등에서도 여러 가지 문제점을 가지고 있었다. 또한 값은 비싸면서도 성능이 낮아 실제 상품화 시도는 이루어지기 힘들었다. 하지만 근래에는 많은 연구 개발을 거쳐 전 세계적으로 저렴한 상용 제품들이 출시되고 있다. 이 가운데 하나가 아이 스크린(eye screen)이다.
보통 영상의 역사를 말할 때 1세대는 영화, 2세대는 TV, 3세대는 컴퓨터, 4세대는 DMB 등 모바일 기기로 구분하게 되는데 2006년 초 영국에서 선보인 '아이 스크린'은 대표적인 5세대 디스플레이로 평가받고 있다. 에든버러 대학의 산학 업체인 MED사가 개발한 '아이 스크린'은 사람 눈동자와 같은 5~6mm 크기의 스크린이다. 안경과 선글라스에 부착하는 방식이며, 영화와 TV 등의 콘텐츠를 블루투스 송신기로부터 수신하게 된다. 이 아이 스크린의 장점은 주변의 다른 사람들이 사용자가 안경을 통해 무엇을 보고 있는지 전혀 알 수 없으며, 일반 선글라스 용도로도 사용할 수 있다는 것이다.
'텔레글래스'-일본에서 개발되었고, 안경에 초소형 스크린을 부착해 걸어 다니면서 영상을 볼 수 있는 HMD로서 2006년 7월에 시판되었다. 0.24인치 크기의 LCD 스크린과 이어폰, 휴대용 DVD 플레이어로 구성돼 있으며 안경 렌즈 한쪽에 스크린을 부착해 영상을 보는 방식이다. 실제 화면 크기가 작긴 하지만, 스크린이 바로 눈 앞에 있기 때문에 1m 거리에서 14인치 텔레비전 화면을 보는 것과 같은 효과를 낸다고 한다.
'AR 글라스'-증강 현실 (AR)은 컴퓨터 그래픽을 사용하여 가상 물체나 정보를 실제 환경에 무결하게 통합하여 그들을 현실 세계의 물체와 구별할 수 없도록 만들어내는 기술이다. 예를 들어, IKEA Place와 같은 애플리케이션을 통해 방 안에 가상으로 가구를 배치될 수 있다. AR 글라스는 이러한 디지털 그래픽을 사용자에게 제시하는 안경형 디스플레이이다. 다양한 IT 기업들이 현재 AR글라스 개발에 참여하고 있는데, IDC의 시장 조사에 따르면, AR 글라스의 성장률은 매년 191.1%로 증가할 것으로 예측된다.

## 대한민국의 HMD 기술
한국에서는 LetinAR가 AR 글라스 개발의 선두에 서 있다. 특히 한국은 비용 효율적인 플라스틱 소재 활용에 중점을 두어 AR 글라스를 더 저렴하게 만드는 데 앞장서고 있다. 가격 접근성은 AR 글래스가 상용화에 성공하기 위한 중요한 요소이다.

## 참고 문헌
1. ↑  Sutherland, I.E. "The Ultimate Display." Proc. IFIP 65, 2, pp. 506-508, 582-583.
2. ↑  학위 논문-'HMD 기술 현황 및 과제, 한국, 방송 공학 회지'

## 같이 보기
- 헬멧 마운티드 디스플레이
  - F-35 라이트닝 II